# Route magistrale 35 (Serbie)
Pour les articles homonymes, voir M35 et Route 35.
La Route Magistrale 35 (en serbe : Државни пут ІВ реда број 35, Državni put IB reda broj 35 ; Магистрала број 35, Magistrala broj 35) est une route nationale de Serbie qui relie entre elles la frontière serbo-roumaine passant par les villes serbes de Kladovo, Negotin, Zaječar, Knjaževac, Svrljig, Niš, Merošina, Prokuplje, Kuršumlija jusqu’au Kosovo-et-Métochie. Cette route nationale possède une coupure entre 2 autoroutes (entre la  Malča de l'autoroute A4 et la  Merošina de l'autoroute A1).
Cette route nationale fait également partie de la route européenne 771 entre la frontière serbo-roumaine et la  Malča de l'autoroute A4 mais aussi de la route européenne 80 entre la  Merošina de l'autoroute A1 et le Kosovo-et-Métochie.
À ce jour, elle ne comporte aucune section autoroutière (Voie Rapide en 2 x 2 voies).

## Routes Européennes
La Route Magistrale 35 est aussi :
| Numéro | Tracé                                                         |
| ------ | ------------------------------------------------------------- |
| E80    | Entre la Merošina de l'autoroute A1 et le Kosovo-et-Métochie  |
| E771   | Entre le poste-frontière Đerdap et la Malča de l'autoroute A4 |